# Nitruro di fosforo
Il nitruro di fosforo è un composto inorganico con formula chimica PN. Contiene solo fosforo e azoto, questa molecola viene classificata come un nitruro binario con un triplo legame.
È stato il primo composto del fosforo ad essere scoperto nel mezzo interstellare. Questa molecola inoltre è stata rivelata nell'atmosfera di Giove e Saturno.

## Struttura
Per la differenza di elettronegatività (0,4 < Δχ = 0,9 < 1,9) tra i due elementi il legame è di tipo covalente polare e quindi con una percentuale di legame ionico. La distanza del legame nella molecola è 149,1 pm e corrisponde al valore calcolato per un triplo legame (150 pm).
La forma monomerica esiste solo a temperature più elevate. Mentre la forma polimerica è probabilmente costituita da lunghe catene, i cui orientamenti spaziali sono molto diversi. La PN forma polimeri incolori. Sono anche noti polimeri da gialli a marroni con un eccesso di azoto, la cui stechiometria si trova tra PN e P3N5.

## Sintesi, esperimenti e teoria
Il nitruro di fosforo reagisce con altre molecole dovuto alla sua energia di dissociazione bassa (rispetto l'N2) e al suo piccolo momento di dipolo elettrico (per la molecola N2 il momento di dipolo è 0 D).
Il pentanitruro di trifosforo si decompone a 800 °C in PN ed N2.
{\displaystyle {\ce {P3N5 -> N2 + 3 PN}}}
Il monomero PN è metastabile subendo una disproporzione in P2 e N2:
{\displaystyle {\ce {2 PN -> N2 + P2 + 196 kJ}}}
Diverse reazioni sono state condotte in laboratorio tra cui riportiamo le due seguenti:
{\displaystyle {\ce {P + *N3 -> N2 + PN}}}
{\displaystyle {\ce {P + NO -> PN + O*}}}
Inoltre recentemente è stato condotto un ampio studio di riferimento sulle proprietà strutturali, elettroniche e spettrali secondo la HF, la DFT ed anche la tecnica CCSD.